# Aedes hexodontus
Aedes hexodontus é um espécie de mosquito do Género Aedes, pertencente à família Culicidae.